# Kirche Brunegg

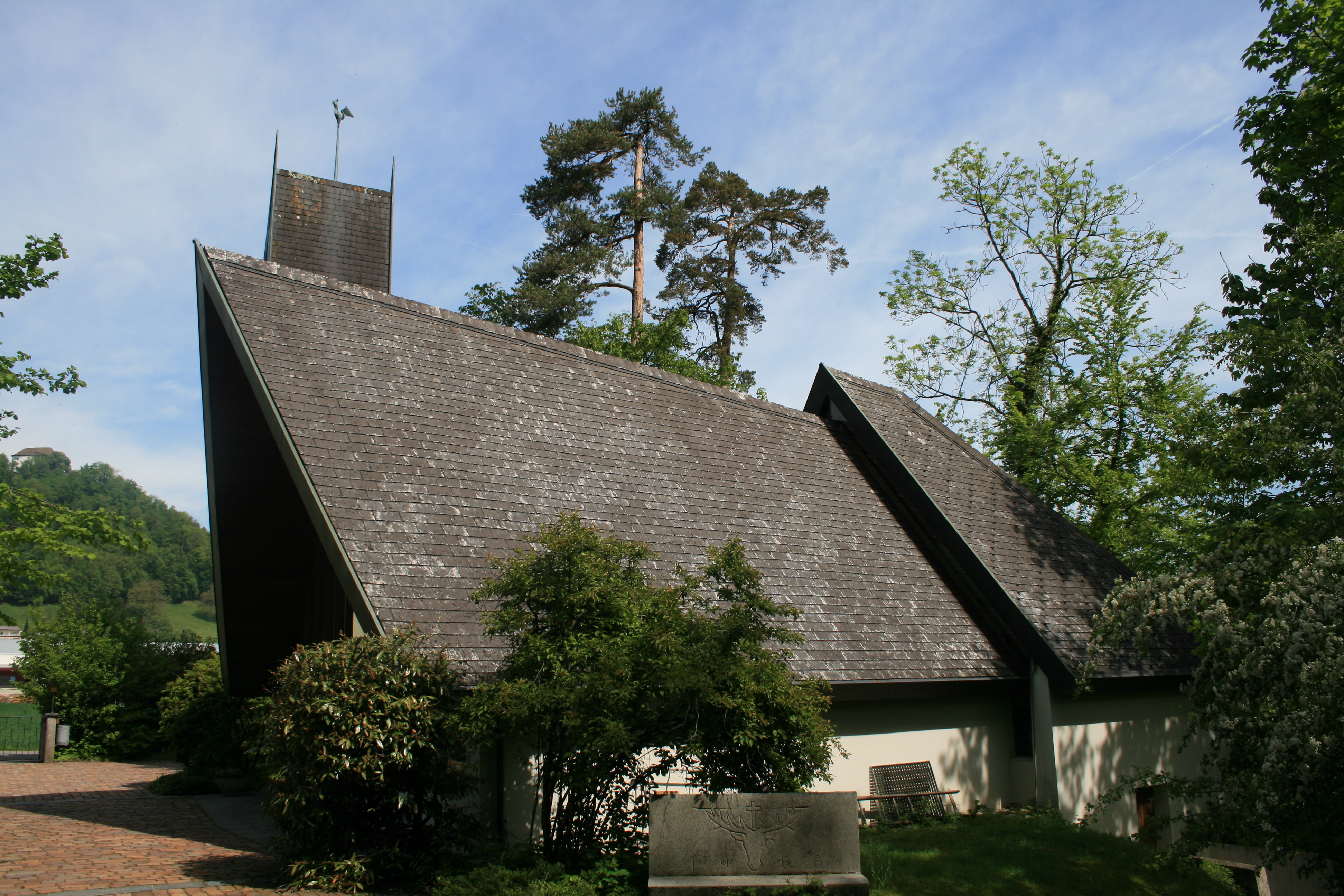
Brunegger Kirche

Die reformierte Kirche Brunegg  ist die Dorfkirche der aargauischen Gemeinde Brunegg in der Schweiz. Sie gehört zur Kirchgemeinde Birr.

## Geschichte
Ursprünglich gehörte Brunegg zusammen mit dem gesamten Eigenamt zur Urpfarrei Windisch. Als die Kirche in Birr dann Pfarrkirche wurde, wechselte auch Brunegg die Pfarrei. So wurden auch die verstorbenen Brunegger bis zur Errichtung des eigenen Friedhofs im Jahre 1965 in Birr beerdigt. Die Idee auf dem neuen Friedhof eine Abdankungshalle zu bauen gab den Anstoss zum Bau der Kirche, die in Fronarbeit erfolgte. Neben der Kirche wurde ein 14 Meter hoher Glockenturm errichtet. Eine der Glocken stammt ursprünglich aus der Birrer Kirche. 